# Verfassungsreferendum in Haiti 1964
Das Verfassungsreferendum in Haiti 1964 wurde am 14. Juni 1964 gleichzeitig mit einer Parlamentswahl durchgeführt. Die neue Verfassung räumte dem diktatorisch regierenden François Duvalier umfangreich erweiterte Rechte ein.

## Hintergrund
Im Jahr 1957 war François Duvalier in einer umstrittenen, da offenkundig beeinflussten, Wahl mit 70 Prozent der Stimmen an die Macht gekommen, die er mit einer neuen Verfassung unmittelbar absicherte.
Gegen Ende der weiterhin auf sieben Jahre begrenzten Amtszeit eines Präsidenten ging es Duvalier darum, stets zu Unruhen führende Neuwahlen zu vermeiden.

## Verfassungsänderungen
Die Volksabstimmung billigte eine Reihe von Änderungen:
- Erklärung des Staatsoberhaupts zum Präsidenten auf Lebenszeit,
- Einräumung des Rechts des Präsidenten, seinen Nachfolger selbst zu bestimmen,
- Abschaffung des Senats und Einführung eines Parlaments mit nur einer Kammer und

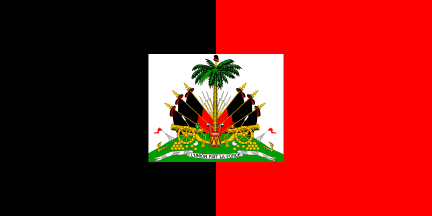
Flagge Haitis (1964–1986)

- Flagge Haitis (1964–1986)Änderung der Nationalflagge von blau-rot in schwarz-rot, wobei die schwarze Farbe die historische Verbundenheit mit dem afrikanischen Kontinent symbolisieren sollte.

## Ablauf und Ergebnis
Die Abstimmungskarten des Referendums waren von vorneherein mit einem „Ja“ gekennzeichnet. Es gab keinerlei Vorkehrungen dafür, dass Abstimmungsberechtigte nur einmal abstimmen durften.
2,8 Millionen Stimmen wurden abgegeben. Darunter fanden sich nur 3.234 Gegenstimmen.
Das als Nationalversammlung zusammengetretene Parlament erklärte das Ergebnis am 21. Juni 1964 für gültig. Duvalier wurde am nächsten Tag auf die neue Verfassung vereidigt.